# Anton Schrötter von Kristelli
Anton Schrötter von Kristelli (26 novembre 1802 – 15 avril 1875) est un chimiste et minéralogiste  autrichien né à Olmütz en Moravie. Il est passé à la postérité pour l'invention du phosphore rouge, composant essentiel des allumettes suédoises. Son fils, le chevalier Leopold Schrötter von Kristelli (1837–1908), était un laryngologiste réputé.

## Formation académique
Fils d'un apothicaire, il étudia d'abord la médecine à Vienne, mais se tourna vers les sciences naturelles sous l'influence de Friedrich Mohs (1773–1839). En 1827, il devint l'assistant des physiciens Andreas von Ettingshausen (1796–1878) et Andreas von Baumgartner (1793–1865) à l'Université de Vienne qui l'initièrent à la thermochimie. Trois ans plus tard, il était nommé professeur de physique et de chimie à l'Institut technique Saint-Jean de Graz, et à partir de 1843, exerça comme professeur de génie chimique à Institut Polytechnique de Vienne. En 1845 il prit la succession de Paul Traugott Meissner (1778–1864) à la chaire de chimie. En 1868, on lui confia la charge de Maître de la Monnaie d'Autriche (Münze Österreich). Sa santé déclinant, il prit sa retraite en 1874.

## Contributions
Il s'est particulièrement consacré aux réactions des métaux avec l'ammoniac aux hautes températures, sans cependant délaisser l'étude des colloïdes comme l'ambre, l'idrialite, l'ozokérite, l'asphalte et la dopplérite. Il a en outre étudié le comportement du potassium en solution dans l'oxyde nitreux, celui du phosphore et de l'antimoine dans l'eau de Javel, et du fer dans l'oxygène liquide. En 1845, il inventa un procédé pour l'élaboration industrielle du phosphore rouge, étape-clef dans l'invention de l'allumette suédoise.
Il a été conseiller scientifique de l’expédition du Novara (1857–59), ainsi que de l’Expédition austro-hongroise au pôle Nord. Il a donné son nom à un sommet du massif de l'Ortles, dans les Alpes autrichiennes, et au cap Schrötter dans l'archipel de la Terre François-Joseph, en Mer de Barents.
Aux côtés d'Ettingshausen, de Baumgartner et de Wilhelm von Haidinger (1795–1871), il fut l'un des fondateurs de l’Académie autrichienne des sciences, et en fut le secrétaire de 1851 à sa mort. Une rue du quartier des Favoriten de Vienne s'appelle depuis 1876 Schröttergasse.

## Œuvres choisies
- Die Chemie nach ihrem gegenwärtigen Zustand (1847–1849); 2 volumes.
- Beschreibung eines Verfahrens zur fabrikmäßigen Darstellung des amorphen Phosphors (« Description d'une méthode d'élaboration industrielle du phosphore amorphe »), (1848)
- Ueber einen neuen allotropischen Zustand des Phosphors (« Sur une nouvelle forme allotropique du phosphore »), (1849)
- Ueber das Vorkommen des Ozons im Mineralreich (« Sur la genèse de l'ozone dans le monde minéral »), (1860)